# Centrum Badań Migracyjnych
Centrum Badań Migracyjnych (CeBaM) – interdyscyplinarna placówka badawcza zlokalizowana w Poznaniu (ul. Święty Marcin 78), zajmująca się zjawiskiem migracji ludności, zwłaszcza w obszarze Europy Środkowej oraz Polski zachodniej.
Pomysł powołania placówki narodził się jesienią 2008 w poznańskim środowisku etnologicznym kierowanym przez prof. Michała Buchowskiego. Tradycje takich badań na gruncie poznańskim sięgały drugiej połowy XX wieku, kiedy to badano pod kątem socjologicznym i etnologicznym zagadnienia osadnictwa na Ziemiach Odzyskanych. W poznańskich strukturach PAN powstał w 1972 Zakład Badań nad Polonią Zagraniczną, w 1992 przekształcony w Zakład Badań Narodowościowych (później przeniesiony do Warszawy). CeBaM powołany został przez rektora UAM w maju 2009. W pracach placówki udział biorą etnolodzy, antropolodzy kulturowi, socjolodzy, geografowie, psychologowie, pedagodzy i prawnicy z UAM, Instytutu Zachodniego, PAN, Wyższej Szkoły Nauk Humanistycznych i Dziennikarstwa oraz uczelni niemieckich i amerykańskich (Viadrina, Uniwersytet Marcina Lutra w Halle i Wittenberdze, a także Uniwersytet Georgetown). Realizowane są następujące działania: informacyjne (tworzenie baz danych o projektach realizowanych przez specjalistów ds. migracji w Polsce i u partnerów zagranicznych), intergacyjne (scalanie rozproszonych inicjatyw i przedsięwzięć badawczych, wymiana wiedzy i doświadczeń), badawcze (konceptualizacja najistotniejszych tematów badawczych z zakresu migracji wspólnych dla przedstawicieli różnych nauk, opracowanie procedur i technik badawczych do ich rozpoznania) i edukacyjne (studia interdyscyplinarne). Działalność CeBaM finansowana jest ze źródeł  zewnętrznych. Część zadań realizują wolontariusze.